# Westjet Airlines

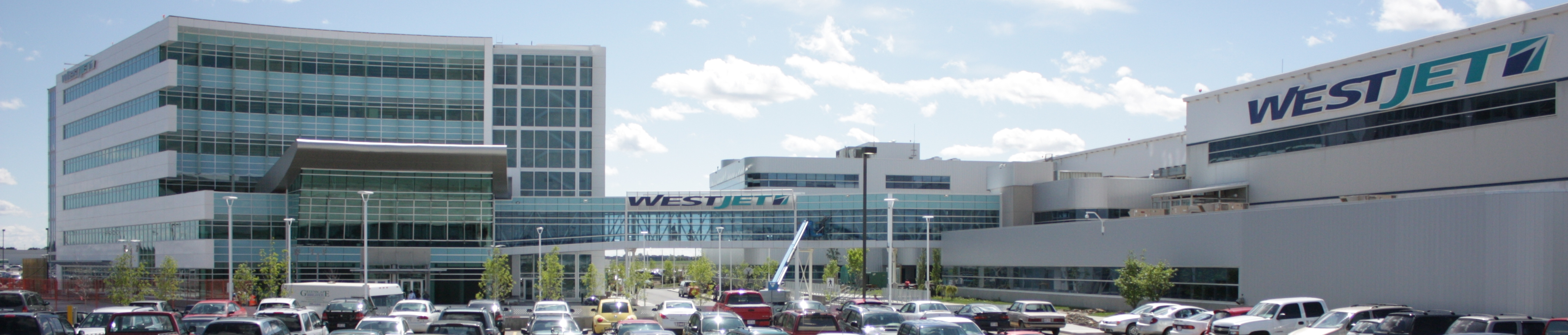
Verwaltungssitz der Westjet Airlines

Westjet Airlines ist eine kanadische Fluggesellschaft mit Sitz in Calgary.

## Geschichte
Im Juni 1995 wurde WestJet als Billigfluggesellschaft für den Westen Kanadas von Clive Beddoe, Mark Hill, Tim Morgan und Donald Bell gegründet. Das Konzept der Fluggesellschaft war stark an das erfolgreiche Konzept von Southwest Airlines angelehnt. Als Berater fungierte David Neeleman – einst bei Southwest Airlines und Morris Air an führender Position sowie Gründer von JetBlue Airways.
Am 29. Februar 1996 begann WestJet mit zwei günstig erworbenen Boeing 737-200. Zu dieser Zeit bediente die Airline die Städte Calgary, Edmonton, Winnipeg, Kelowna, Vancouver. Im selben Jahr kamen zwei weitere Boeing 737-200 zur Flotte, die auch in den folgenden Jahren stetig vergrößert wurde.
Nach der Übernahme von Canadian Airlines International durch Air Canada ergaben sich 1999 tiefgreifende Veränderungen in Kanadas Luftfahrt. Auch WestJet nutzte die veränderten Rahmenbedingungen und weitete das Streckennetz im Jahr 2000 in den Osten Kanadas aus. WestJet erreichte nun Halifax, Moncton und Ottawa. Hamilton wurde im selben Jahr zum zentralen Drehkreuz für den Osten Kanadas ausgebaut. Die Firmengründer erhielten im Jahr 2000 eine nationale Auszeichnung für ihre Verdienste für die kanadischen Fluggesellschaften – den „Ernst & Young entrepreneur of the year award“. Im selben Jahr wurden auch die ersten Aktien ausgegeben, die einen weiteren Kapitalschub brachten. Damit konnte der Bau einer Hauptverwaltung und eines Hangars in Calgary sowie die Beschaffung weiterer Flugzeuge finanziert werden.
WestJet traf im August 2003 ein gegenseitiges Abkommen mit Air Transat, das eine engere Kooperation zwischen beiden Fluggesellschaften regelte. Im April 2004 verlagerte WestJet sein östliches Drehkreuz von Hamilton nach Toronto-Pearson und damit in das wirtschaftlich interessantere Dreieck zwischen Toronto, Ottawa und Montréal. Am 20. September 2004 dehnte WestJet das Flugnetz erstmals über die Landesgrenzen Kanadas aus, indem man Ziele in den USA anflog.
Am. 1. August 2012 gab Westjet bekannt, dass man für die neue Tochtergesellschaft WestJet Encore 20 De Havilland DHC-8-400 bestellt hat. Die Tochtergesellschaft bietet Flüge auf regionalen Strecken an.
Ab dem Ende des ersten Quartals 2022 übernimmt Alexis von Hoensbroech den Posten als CEO von WestJet. Er war vorher in gleicher Position bei Austrian Airlines tätig.
Im Oktober 2022 wurde die Übernahme der kanadischen Charterfluggesellschaft Sunwing Airlines durch Westjet angekündigt. Der Vollzug der Übernahme wurde am 1. Mai 2023 bekannt gegeben.
Am 29. Oktober 2023 wurde die Tochtergesellschaft Swoop vollständig in ihre Muttergesellschaft WestJet integriert und gab damit ihre selbständige Tätigkeit auf.

## Flugziele
Westjet Airlines bedient neben Zielen innerhalb Kanadas auch Ziele in den USA, der Karibik, Mexiko und Europa. Die Flüge nach Asien waren bis April 2024 ausgesetzt, wurden danach jedoch planmäßig wieder aufgenommen.

### Codesharing
Westjet Airlines verfügt über Codeshare-Abkommen mit Aeroméxico, Air France, Air Transat, Azores Airlines, Cathay Pacific, China Airlines, China Eastern, China Southern, Condor, Delta Air Lines, Emirates, Hainan Airlines, Hong Kong Airlines, Japan Airlines, KLM Royal Dutch Airlines, Korean Air, der LATAM Airlines Group, Qantas, Virgin Atlantic und Xiamen Air.

## Flotte

### Aktuelle Flotte
Mit Stand Mai 2025 besteht die Flotte der WestJet aus 142 Flugzeugen mit einem Durchschnittsalter von 11,1 Jahren:
| Flugzeugtyp             | Anzahl | bestellt | Anmerkungen                             | Sitzplätze (Business/Eco+/Eco) | Durchschnittsalter |
| ----------------------- | ------ | -------- | --------------------------------------- | ------------------------------ | ------------------ |
| Boeing 737-700          | 036    |          | mit Winglets ausgestattet               | 134 (-/12/122)                 | 19,0 Jahre         |
| Boeing 737-800          | 047    | 04       | mit Winglets ausgestattet               | 189 (-/-/189) 174 (-/12/162)   | 12,5 Jahre         |
| Boeing 737-800BCF       | 03     | 0        | mit Winglets ausgestattet; eine inaktiv | Cargo                          | 12,5 Jahre         |
| Boeing 737 MAX 8        | 049    | 07       | zwei inaktiv                            | 189 (-/-/189) 174 (-/12/162)   | 04,7 Jahre         |
| Boeing 737 MAX 10       |        | 42       | +22 Optionen                            | – offen –                      |                    |
| Boeing 787-9 Dreamliner | 07     |          |                                         | 320 (16/28/276)                | 05,3 Jahre         |
| Gesamt                  | 142    | 53       |                                         |                                | 11,1 Jahre         |

#### Ehemalige Sonderbemalungen
| Flugzeugtyp    | Luftfahrzeugkennzeichen | Bemalung                           | Zeitraum                       | Bild |
| -------------- | ----------------------- | ---------------------------------- | ------------------------------ | ---- |
| Boeing 737-800 | C-GWSV                  | „Walt Disney World - Frozen“       | Oktober 2015 bis Oktober 2024  |      |
| Boeing 737-800 | C-GWSZ                  | „Care-antee“                       | Februar 2010 bis November 2013 |      |
| Boeing 737-800 | C-GWSZ                  | „Walt Disney World - Mickey Mouse“ | Dezember 2013 bis Juni 2024    |      |

#### Ehemalige Flugzeugtypen
Die ab 2015 eingesetzten Boeing 767 ersetzten zwei seit 2013 für die Strecke nach Hawaii von Thomas Cook geleaste Boeing 757-200. Im Jahr 2011 war erstmals ein Flugzeug dieses Typs von North American Airlines in Westjet-Bemalung gemietet worden.
- 13 Boeing 737-600
- 4  Boeing 767-300ER (bis 2020)

### WestJet Encore
Mit Stand Januar 2024 besteht die Flotte der WestJet Encore aus 47 Flugzeugen mit einem Durchschnittsalter von 8,4 Jahren:
| Flugzeugtyp            | Anzahl | bestellt | Anmerkungen | Sitzplätze |
| ---------------------- | ------ | -------- | ----------- | ---------- |
| De Havilland DHC-8-400 | 47     |          | 17 inaktiv  | 78         |
| Gesamt                 | 47     | –        |             |            |

### WestJet Link
Mit Stand Januar 2024 besteht die Flotte der WestJet Link aus 5 Flugzeugen mit einem Durchschnittsalter von 27,1 Jahren.
| Flugzeugtyp | Anzahl | bestellt | Anmerkungen                            | Sitzplätze |
| ----------- | ------ | -------- | -------------------------------------- | ---------- |
| Saab 340    | 5      |          | betrieben von Pacific Coastal Airlines | 34         |
| Gesamt      | 5      | –        |                                        |            |

## Zwischenfälle
- Am 3. Februar 2020 musste eine Boeing 767-300ER (Flugnr. WS2702) auf dem Flug von Toronto nach Montego Bay auf Jamaika über Florida umkehren, nachdem ein Passagier an Bord angab, er sei am neuartigen Coronavirus erkrankt. Die Aktion stellte sich als Scherz heraus. Gegen den Passagier wurde Anklage erhoben.[15][16]